# National Basketball Association 1976/1977
National Basketball Association 1976/1977 var den 31:a säsongen av den amerikanska proffsligan i basket. Säsongen inleddes den 21 oktober 1976 och avslutades den 10 april 1977 efter 902 seriematcher, vilket gjorde att samtliga 22 lagen spelade 82 matcher var.
Söndagen den 5 juni 1977 vann Portland Trail Blazers sin första NBA-titel efter att ha besegrat Philadelphia 76ers med 4-2 i matcher i en finalserie i bäst av 7 matcher.
All Star-matchen spelades den 13 februari 1977 i Milwaukee Arena i Milwaukee, Wisconsin. Western Conference vann matchen över Eastern Conference med 125-124.
Från den rivaliserande basketligan ABA tillkom fyra nya lag vid en sammanslagning mellan de båda ligorna. Denver Nuggets, Indiana Pacers, New York Nets och San Antonio Spurs spelade sina första säsonger i NBA.
New York Nets spelade sin enda säsong i ligan och flyttade inför nästkommande säsong till New Jersey och blev New Jersey Nets.

## Grundserien
Not: Pos = Position i konferensen, V = Vinster, F = Förluster, PCT = Vinstprocent
- Lag i GRÖN färg till en slutspelserie.
- Lag i RÖD färg har spelat klart för säsongen.

Eastern Conference
| Pos | Lag                | V  | F  | PCT  |
| --- | ------------------ | -- | -- | ---- |
| 1   | Philadelphia 76ers | 50 | 32 | .610 |
| 4   | Boston Celtics     | 44 | 38 | .537 |
| 7   | New York Knicks    | 40 | 42 | .488 |
| 10  | Buffalo Braves     | 30 | 52 | .366 |
| 11  | New York Nets      | 22 | 60 | .268 |

| Pos | Lag                 | V  | F  | PCT  |
| --- | ------------------- | -- | -- | ---- |
| 2   | Houston Rockets     | 49 | 33 | .598 |
| 3   | Washington Bullets  | 48 | 34 | .585 |
| 5   | San Antonio Spurs   | 44 | 38 | .537 |
| 6   | Cleveland Cavaliers | 43 | 39 | .524 |
| 8   | New Orleans Jazz    | 35 | 47 | .427 |
| 9   | Atlanta Hawks       | 31 | 51 | .378 |

Western Conference
| Pos | Lag               | V  | F  | PCT  |
| --- | ----------------- | -- | -- | ---- |
| 2   | Denver Nuggets    | 50 | 32 | .610 |
| 5   | Detroit Pistons   | 44 | 38 | .537 |
| 6   | Chicago Bulls     | 44 | 38 | .537 |
| 7   | Kansas City Kings | 40 | 42 | .488 |
| 9   | Indiana Pacers    | 36 | 46 | .439 |
| 11  | Milwaukee Bucks   | 30 | 52 | .366 |

| Pos | Lag                    | V  | F  | PCT  |
| --- | ---------------------- | -- | -- | ---- |
| 1   | Los Angeles Lakers     | 53 | 29 | .646 |
| 3   | Portland Trail Blazers | 49 | 33 | .598 |
| 4   | Golden State Warriors  | 46 | 36 | .561 |
| 8   | Seattle SuperSonics    | 40 | 42 | .488 |
| 10  | Phoenix Suns           | 34 | 48 | .415 |

## Slutspelet
Sex lag från den östra och den västra konferensen gick till slutspelet. Där mötte först det tredje och sjätte seedade lagen varandra och det fjärde och femte seedade lagen varandra i åttondelsfinaler (konferenskvartsfinaler) i bäst av 3 matcher. Vinnarna gick vidare där de fick möta konferensvinnarna i kvartsfinalserier (konferenssemifinaler) medan tvåan och trean inom samma konferens mötte varandra. De vinnande kvartsfinallagen inom sin konferens möttes sen i semifinalserier (konferensfinaler). Alla slutspelsserier avgjordes i bäst av 7 matcher.
|  | Konferenskvartsfinaler | Konferenskvartsfinaler | Konferenskvartsfinaler |              |            | Konferenssemifinaler | Konferenssemifinaler | Konferenssemifinaler |  |   | Konferensfinaler | Konferensfinaler | Konferensfinaler |   |  | NBA-final | NBA-final | NBA-final |
|  |                        |                        |                        |              |            |                      |                      |                      |  |   |                  |                  |                  |   |  |           |           |           |
|  |                        |                        |                        |              |            |                      |                      |                      |  |   |                  |                  |                  |   |  |           |           |           |
|  |                        | 1                      | Los Angeles            | 4            |            |                      |                      |                      |  |   |                  |                  |                  |   |  |           |           |           |
|  |                        |                        |                        | 4            |            |                      |                      |                      |  |   |                  |                  |                  |   |  |           |           |           |
|  |                        |                        | 4                      | Golden State | 3          |                      |                      |                      |  |   |                  |                  |                  |   |  |           |           |           |
|  | 4                      | Golden State           | 4                      | Golden State | 3          | 2                    |                      |                      |  |   |                  |                  |                  |   |  |           |           |           |
|  | 4                      | Golden State           |                        |              |            | 2                    |                      |                      |  |   |                  |                  |                  |   |  |           |           |           |
|  | 5                      | Detroit                | 1                      |              |            |                      |                      |                      |  |   |                  |                  |                  |   |  |           |           |           |
|  | 5                      | Detroit                | 1                      |              |            |                      |                      |                      |  | 1 | Los Angeles      | 0                |                  |   |  |           |           |           |
|  | Western Conference     |                        |                        |              |            |                      |                      |                      |  | 1 | Los Angeles      | 0                |                  |   |  |           |           |           |
|  |                        | 3                      | Portland               | 4            |            |                      |                      |                      |  |   |                  |                  |                  |   |  |           |           |           |
|  | 3                      | 3                      | Portland               | 4            | Portland   | 2                    |                      |                      |  |   |                  |                  |                  |   |  |           |           |           |
|  | 3                      |                        |                        |              | Portland   | 2                    |                      |                      |  |   |                  |                  |                  |   |  |           |           |           |
|  | 6                      | Chicago                | 1                      |              |            |                      |                      |                      |  |   |                  |                  |                  |   |  |           |           |           |
|  | 6                      | Chicago                | 1                      |              | 3          | Portland             | 4                    |                      |  |   |                  |                  |                  |   |  |           |           |           |
|  |                        |                        |                        |              | 3          | Portland             | 4                    |                      |  |   |                  |                  |                  |   |  |           |           |           |
|  |                        |                        | 2                      | Denver       | 2          |                      |                      |                      |  |   |                  |                  |                  |   |  |           |           |           |
|  |                        |                        | 2                      | Denver       | 2          |                      |                      |                      |  |   |                  |                  |                  |   |  |           |           |           |
|  |                        |                        |                        |              |            |                      |                      |                      |  |   |                  |                  |                  |   |  |           |           |           |
|  |                        |                        |                        |              |            |                      |                      |                      |  |   |                  |                  |                  |   |  |           |           |           |
|  |                        |                        |                        |              |            |                      |                      |                      |  |   |                  | W3               | Portland         | 4 |  |           |           |           |
|  |                        |                        |                        |              |            |                      |                      |                      |  |   |                  |                  |                  |   |  |           |           |           |
|  |                        | E1                     | Philadelphia           | 2            |            |                      |                      |                      |  |   |                  |                  |                  |   |  |           |           |           |
|  |                        | E1                     | Philadelphia           | 2            |            |                      |                      |                      |  |   |                  |                  |                  |   |  |           |           |           |
|  |                        |                        |                        |              |            |                      |                      |                      |  |   |                  |                  |                  |   |  |           |           |           |
|  |                        |                        |                        |              |            |                      |                      |                      |  |   |                  |                  |                  |   |  |           |           |           |
|  |                        | 1                      | Philadelphia           | 4            |            |                      |                      |                      |  |   |                  |                  |                  |   |  |           |           |           |
|  |                        |                        |                        | 4            |            |                      |                      |                      |  |   |                  |                  |                  |   |  |           |           |           |
|  |                        |                        | 4                      | Boston       | 3          |                      |                      |                      |  |   |                  |                  |                  |   |  |           |           |           |
|  | 4                      | Boston                 | 4                      | Boston       | 3          | 2                    |                      |                      |  |   |                  |                  |                  |   |  |           |           |           |
|  | 4                      | Boston                 |                        |              |            | 2                    |                      |                      |  |   |                  |                  |                  |   |  |           |           |           |
|  | 5                      | San Antonio            | 0                      |              |            |                      |                      |                      |  |   |                  |                  |                  |   |  |           |           |           |
|  | 5                      | San Antonio            | 0                      |              |            |                      |                      |                      |  | 1 | Philadelphia     | 4                |                  |   |  |           |           |           |
|  | Eastern Conference     |                        |                        |              |            |                      |                      |                      |  | 1 | Philadelphia     | 4                |                  |   |  |           |           |           |
|  |                        | 2                      | Houston                | 2            |            |                      |                      |                      |  |   |                  |                  |                  |   |  |           |           |           |
|  | 3                      | 2                      | Houston                | 2            | Washington | 2                    |                      |                      |  |   |                  |                  |                  |   |  |           |           |           |
|  | 3                      |                        |                        |              | Washington | 2                    |                      |                      |  |   |                  |                  |                  |   |  |           |           |           |
|  | 6                      | Cleveland              | 1                      |              |            |                      |                      |                      |  |   |                  |                  |                  |   |  |           |           |           |
|  | 6                      | Cleveland              | 1                      |              | 3          | Washington           | 2                    |                      |  |   |                  |                  |                  |   |  |           |           |           |
|  |                        |                        |                        |              | 3          | Washington           | 2                    |                      |  |   |                  |                  |                  |   |  |           |           |           |
|  |                        |                        | 2                      | Houston      | 4          |                      |                      |                      |  |   |                  |                  |                  |   |  |           |           |           |
|  |                        |                        | 2                      | Houston      | 4          |                      |                      |                      |  |   |                  |                  |                  |   |  |           |           |           |
|  |                        |                        |                        |              |            |                      |                      |                      |  |   |                  |                  |                  |   |  |           |           |           |

### NBA-final
Philadelphia 76ers mot Portland Trail Blazers
| Match   | Datum  | Hemmalag     | Bortalag     | Resultat  |
| ------- | ------ | ------------ | ------------ | --------- |
| Match 1 | 22 maj | Philadelphia | Portland     | 107 - 101 |
| Match 2 | 26 maj | Philadelphia | Portland     | 107 - 89  |
| Match 3 | 29 maj | Portland     | Philadelphia | 129 - 107 |
| Match 4 | 31 maj | Portland     | Philadelphia | 130 - 98  |
| Match 5 | 3 juni | Philadelphia | Portland     | 104 - 110 |
| Match 6 | 5 juni | Portland     | Philadelphia | 109 - 107 |

Portland Trail Blazers vann finalserien med 4-2 i matcher